# Soveværelse
Et soveværelse er et værelse i en beboelsesygning, der er karakteriseret ved at det bruges til at sove i. Et typisk soveværelse i den vestlige verden indeholder møbler som én eller to senge, skab(e) til tøj, sengeborde, sminkebord, gerne med skuffe. I huse med flere etager soveværelser er normalt indrettet på over stueetage.
Soveværelse er ofte udstyret med gardiner, persienner eller lign. for at give mulighed for at dæmpe lys og give privatliv.